# Andy Souwer
Andy Souwer ('s-Hertogenbosch, 9 november 1982) is een Nederlands kickbokser en K-1-vechter. Hij was twee keer K-1 World MAX kampioen en drie keer Shootboxing World tournament kampioen en trainde bij Mejiro Gym, Amsterdam.

## Biografie
Toen Souwer 7 jaar oud was begon hij met kickboksen. Hij volgde zijn trainingen bij Ling Ho Gym te 's-Hertogenbosch, zijn trainer was John de Ling. Een jaar later won hij reeds alle wedstrijden waaraan hij deelnam. Hij werd Nederlands, Benelux- en Europees kampioen.
Souwer was 18 jaar oud toen hij wereldkampioen werd bij drie verschillende bonden. Vanaf het moment dat hij bekendheid genoot zette hij zijn schouders onder zijn carrière. In Japan won hij enkele wedstrijden in het shootboksen. Zijn grote voorbeeld is Ramon Dekkers.
Souwer won het K-1 World MAX-toernooi van 2005 en 2007 in Japan. In 2006 werd Souwer verslagen door Buakaw Por. Pramuk die hem K.O. sloeg.
Op 26 oktober 2009, versloeg Souwer Buakaw Por. Poramuk in de halve finale van het K-1 World Max toernooi, maar verloor in de finale van de Italiaanse Armeen Giorgio Petrosyan. Souwer is sportschoolhouder van SSI Souwer Sports Institute.
Van 2018 tot 2021 vocht Souwer bij organisatie ONE Championship.

### Privé
Andy Souwer is getrouwd en heeft twee kinderen.